# Veias jejunais
As veias jejunais são tributárias da veia mesentérica superior.